# 韓流ザップ
『韓流ザップ』は、スカパー!が制作し、BSスカパー!で放送されていたテレビ番組。MCはサバンナ高橋とK (歌手)。2016年4月12日から020年3月10日まで放送。

## 番組内容
スカパー!で放送されている音楽・映画・ドラマ・バラエティなどの韓流コンテンツの概要をサバンナ高橋が吟味し紹介する番組。
韓流アーチストもゲストとして登場する。

## 出演者

### MC
- サバンナ高橋
- K (歌手)

### アシスタント
- Apeace

### ゲスト
- TRITOPS
- ノ・ミヌ、KangNam
- SHIN（CROSS GENE）
- The 5tion
- CODE-V
- JJCC